# نافي روات
نافي روات (بالإنجليزية: Navi Rawat)‏ مواليد 5 يونيو 1977 في كاليفورنيا، الولايات المتحدة، هي ممثلة أمريكية.

## الأعمال
- روزويل
- 24
- ذا أو سي
- آنجل
- دون أثر
- نمبرز
- فلاش فورورد
- كاسل
- ذا كولكشن
- غريز أناتومي

## وصلات خارجية
- نافي روات على موقع IMDb (الإنجليزية)
- نافي روات على موقع روتن توميتوز (الإنجليزية)
- نافي روات على موقع ألو سيني (الفرنسية)
- نافي روات على موقع أول موفي (الإنجليزية)
- نافي روات على موقع إن إن دي بي (الإنجليزية)
- نافي روات على موقع قاعدة بيانات الفيلم (الإنجليزية)
- نافي روات على موقع كينوبويسك (الروسية)